# Imavere
Imavere (em estoniano:  Imavere vald) é um município rural estoniano localizado na região de Järvamaa.